# Windsor (comté d'Indian River, Floride)
Pour les articles homonymes, voir Windsor.
Windsor est une census-designated place du comté d'Indian River, dans l'État de Floride, aux États-Unis,. En 2020, elle compte une population de 330 habitants.